# (10233) Le Creusot
(10233) Le Creusot (1997 XQ2) – planetoida z pasa głównego asteroid okrążająca Słońce w ciągu 4,5 lat w średniej odległości 2,73 j.a. Odkryta 5 grudnia 1997 roku.